# Marit Haraldsen
Marit Haraldsen (Oslo, 25 luglio 1939) è un'ex sciatrice alpina norvegese.

## Biografia
Sciatrice polivalente, Marit Haraldsen debuttò in campo internazionale in occasione del trofeo Holmenkollen-Kandahar 1956 (Oppdal, 2-4 marzo), dove si classificò 15ª nella discesa libera e 13ª nello slalom speciale, e ai Campionati mondiali a Badgastein 1958 (2-9 febbraio), dove si piazzò 13ª nella discesa libera e 20ª nello slalom gigante; nel 1959 fu 3ª nella discesa libera del trofeo Ruben Blan (Sankt Moritz, 23-25 gennaio) e l'anno dopo agli VIII Giochi olimpici invernali di Squaw Valley 1960 (19-27 febbraio), sua unica presenza olimpica, si classificò 12ª nella discesa libera, 11ª nello slalom speciale e non completò lo slalom gigante. Nel prosieguo di quella stagione 1959-1960 vinse lo slalom gigante e la combinata e si piazzò 3ª nello slalom speciale dell'Holmenkollen-Kandahar (Holmenkollen, 18-20 marzo).
Nel 1961 fu 3ª nello slalom speciale delle Silberkrugrennen (Badgastein, 3-5 febbraio) e l'anno dopo ai Mondiali di Chamonix 1962 (10-18 febbraio), suo congedo iridato, si classificò 31ª nella discesa libera, 23ª nello slalom gigante, 10ª nello slalom speciale e 11ª nella combinata; nel prosieguo di quella stagione 1961-1962 si piazzò 3ª nello slalom speciale dell'Holmenkollen-Kandahar (Holmenkollen, 2-4 marzo) e chiuse la carriera al trofeo Arlberg-Kandahar (Sestriere, 9-11 marzo).

## Palmarès

### Classiche
Holmenkollen-Kandahar
- 2 vittorie (slalom gigante, combinata a Holmenkollen 1960)

### Campionati norvegesi
- 4 medaglie[senza fonte]:
  - 1 oro (discesa libera nel 1959)[9]
  - 2 argenti (slalom gigante nel 1958; slalom gigante nel 1959)
  -  1 bronzo (slalom gigante nel 1960)[senza fonte]